# Przystawie
Przystawie – południowo-zachodnia część wsi Tenczynek w Polsce, położona w województwie małopolskim, w powiecie krakowskim, w gminie Krzeszowice.

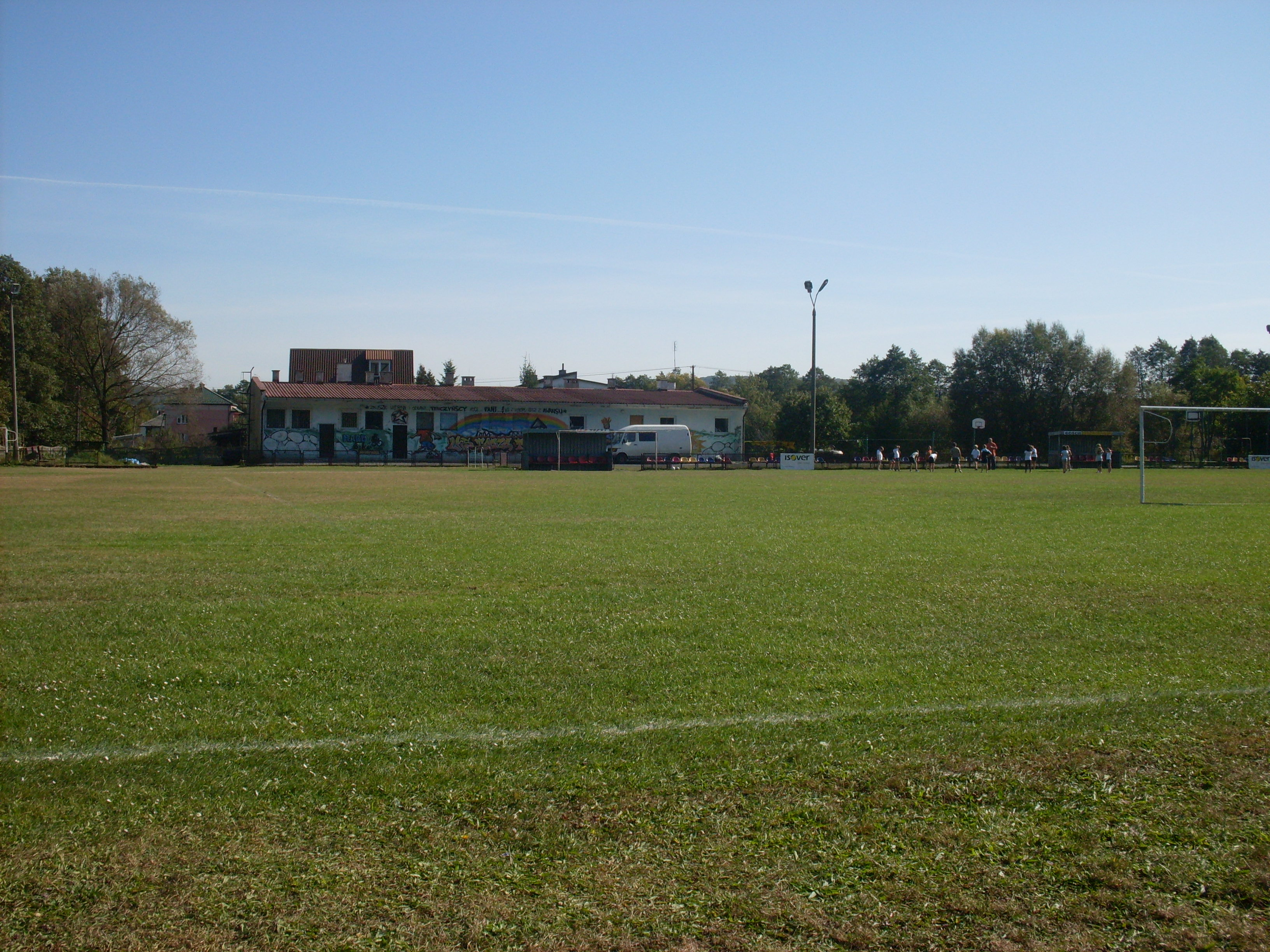
Boisko Tęcza Tenczynek

W latach 1975–1998 Przystawie administracyjnie należało do województwa krakowskiego. 
W tej części wsi znajduje się boisko piłkarskie oraz Staw Wroński – staw powstał przez przegrodzenie groblą ziemną płytkiej doliny, którą spływają wody z lasu do potoku Olszówka (pot. Żabnik). Przystawie znajduje się w Kotlinie Tenczynka, od zachodu graniczy z Puszczą Dulowską. Położone jest przy drodze powiatowej 2188K do Rudna.